# Машковская (Харовский район)
Машковская — упразднённая деревня в Харовском районе Вологодской области.
Входила в состав Ильинского сельского поселения, с точки зрения административно-территориального деления — в Ильинский сельсовет.
Расстояние по автодороге до районного центра Харовска — 33 км, до центра муниципального образования Семенихи — 8 км.
По данным переписи в 2002 году постоянного населения не было.
Упразднена в июле 2020 года.